# جون كلارك (قسيس)
جون كلارك هو قسيس كندي، ولد في 27 يوليو 1938.